# 馬里亞尼夫卡 (魯任區)
49°39′18″N 29°3′55″E / 49.65500°N 29.06528°E
馬里亞尼夫卡（烏克蘭語：Мар'янівка），是烏克蘭北部的村莊，隸屬日托米爾州的別爾季切夫區。該村始建於1260年，面積0.64平方公里，海拔高度266米，2001年人口161，人口密度每平方公里252.35人。